# 蒙 (上比利牛斯省)
蒙是法国上比利牛斯省的一个市镇，位于该省东南部，属于巴涅尔德比戈尔区。该市镇总面积8.41平方公里，2009年时的人口为33人。

## 人口
蒙人口变化图示